# Sidi Bouzid
Sidi Bouzid o Sidi Bou Zid, (in arabo سيدي بوزيد‎?, Sīdī Bū Zīd) è una città della Tunisia, capoluogo del governatorato omonimo.
Fu il luogo di nascita e del successivo suicidio di Mohamed Bouazizi, evento catalizzatore della Rivoluzione dei Gelsomini.

## Storia
Durante la Seconda guerra mondiale, fu luogo di combattimenti tra le truppe corazzate statunitensi e i panzer tedeschi (Battaglia di Sidi Bou Zid).